# Оборонное агентство по уменьшению угрозы
Оборонное агентство по уменьшению угрозы англ. Defense Threat Reduction Agency, DTRA — агентство Министерства обороны США, ответственное за противодействие угрозе, исходящей от оружия массового уничтожения, включая подготовку мероприятий и разработку средств защиты Вооруженных сил США и населения США и их союзников на случай его применения. Было создано в 1998 году в результате объединения Агентства по специальным вооружениям (Defense Special Weapons Agency), Агентства по инспекциям на местах (On-Site Inspection Agency) и Управления технологической безопасности (Defense Technology Security Administration), а также Программы совместного уменьшения угрозы (Cooperative Threat Reduction, Программа Нанна — Лугара).

## Основные задачи
- Разработка технологий и оборудования для своевременного обнаружения использования оружия массового уничтожения;
- Содействие в поддержании безопасности ядерного арсенала США, включая оценку уязвимости к потенциальным террористическим угрозам; разработка мер по совершенствованию обеспечения безопасности;
- Инспекции в рамках двухсторонних и многосторонних международных соглашений в области контроля над вооружениями за пределами;
- Реализация Программы совместного уменьшения угрозы[1].